# Bahnhof Sligo Mac Diarmada

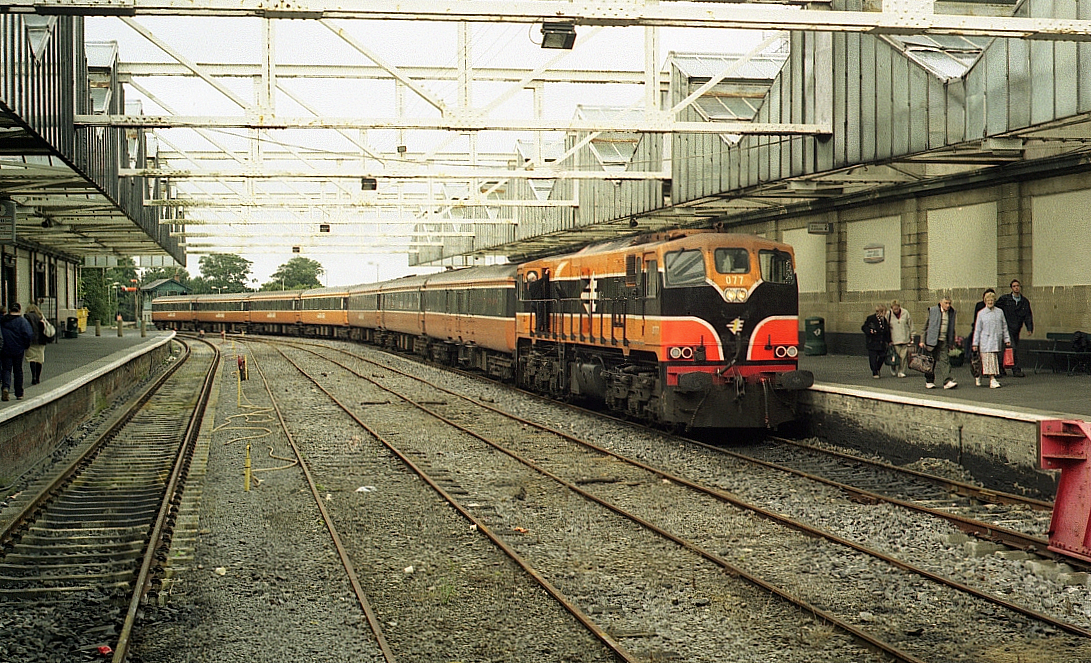
Aus Dublin eingefahrener Reisezug mit einer Diesellokomotive der 071 Class (2001)

Der Bahnhof Sligo Mac Diarmada (englisch Sligo Mac Diarmada railway station, irisch Stáisiún Sheáin Mhic Dhiarmada) ist der nördliche Endbahnhof der Bahnstrecke Dublin–Sligo in Irland.

## Hintergrund

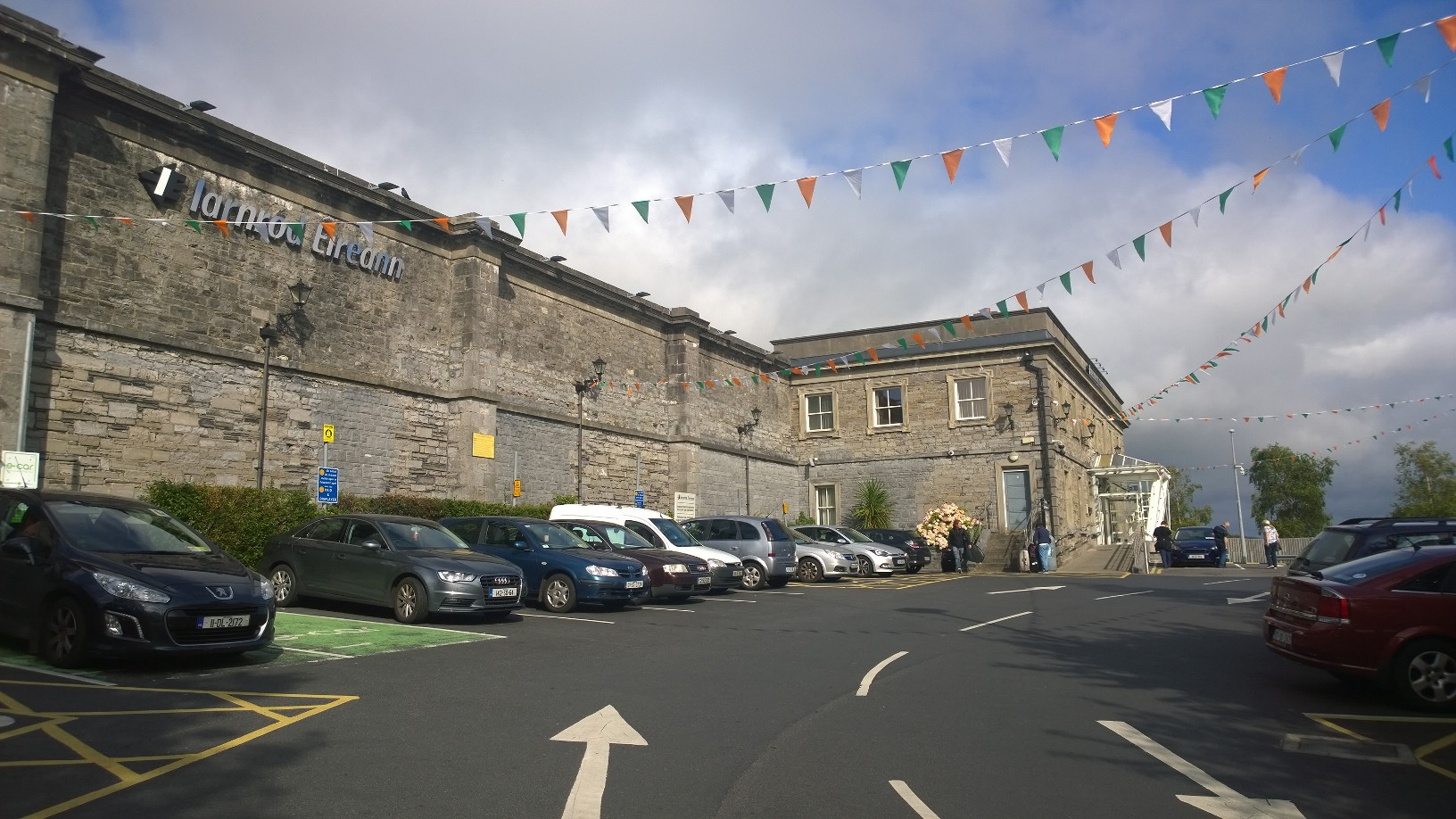
Südliche Außenwand der 1923 zerstörten Bahnhofshalle und Empfangsgebäude

Sligo ist eine Kleinstadt mit heute knapp 20.000 Einwohnern im Nordwesten der Republik Irland. An einer Bucht des Atlantiks (Sligo Bay) gelegen weist sie einen Hafen auf und ist zudem Tor zum County Donegal. Ihr Bahnhof trägt seit 1966 zu Ehren des irischen Politikers und Revolutionsführers Seán Mac Diarmada, der 1916 von den englischen Besatzern hingerichtet wurde, seinen heutigen Namen.

## Geschichte und Beschreibung
Der Personenbahnhof ist ein viergleisiger Kopfbahnhof mit zwei Außenbahnsteigen und ehemals zwei mittig angelegten Abstellgleisen, an deren Stelle sich heute nur noch eines befindet. Die Bahnhofseinfahrt weist eine Umfahrmöglichkeit für Lokomotiven auf. Nicht mehr existent sind das kurze Gütergleis an der Rampe und das kleine Bahnbetriebswerk am westlichen Bahnhofskopf südlich des Streckengleises. Dort sind lediglich noch die Drehscheibe und der Kohlebunker als Relikte ohne Gleisanschluss erhalten. In Höhe des Stellwerks zweigt nach Norden ein Gleis zum Hafen ab.

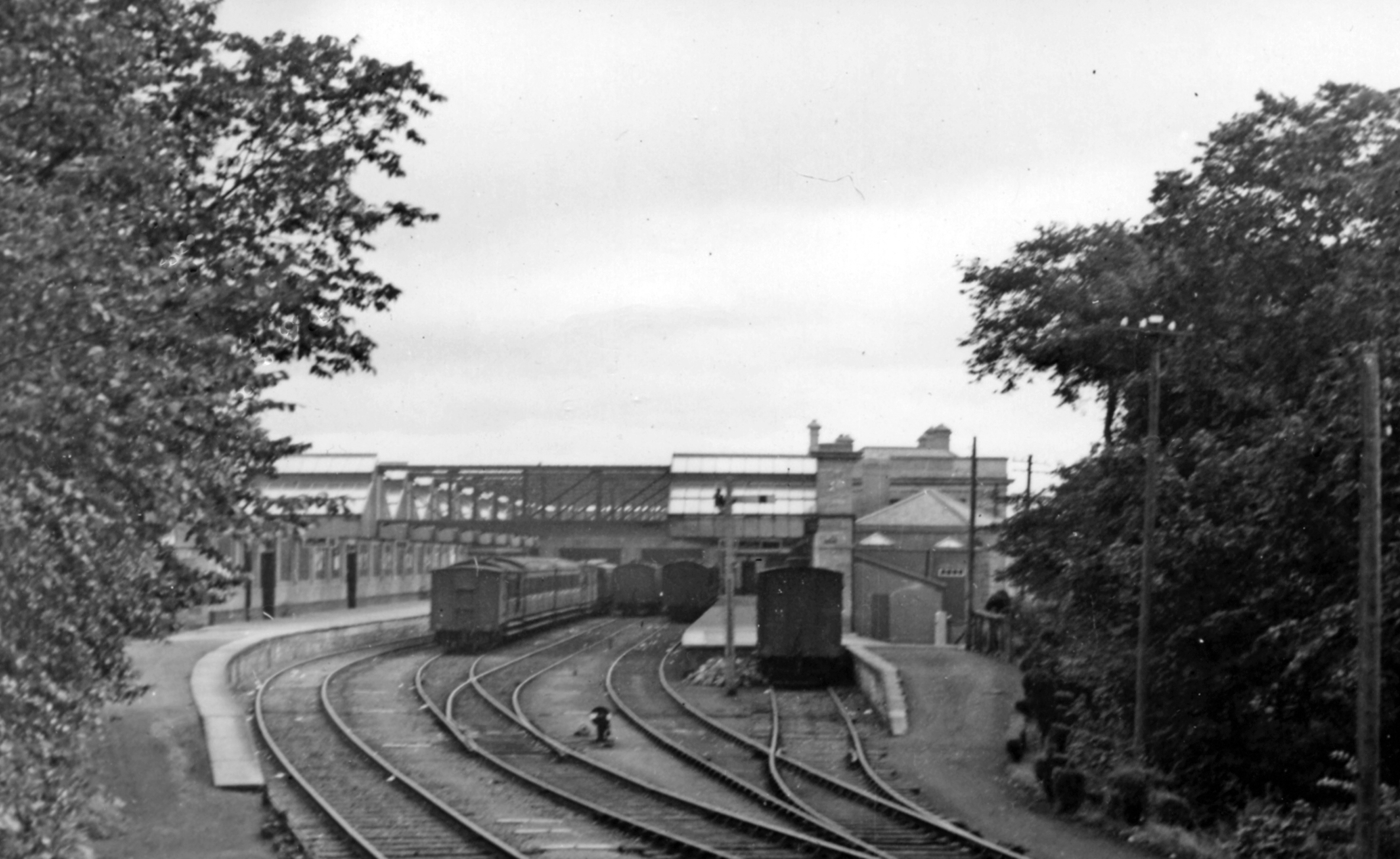
Blick von Westen in den Bahnhof (1948)

Bahnhof Sligo mit Hallendach (vor 1923)

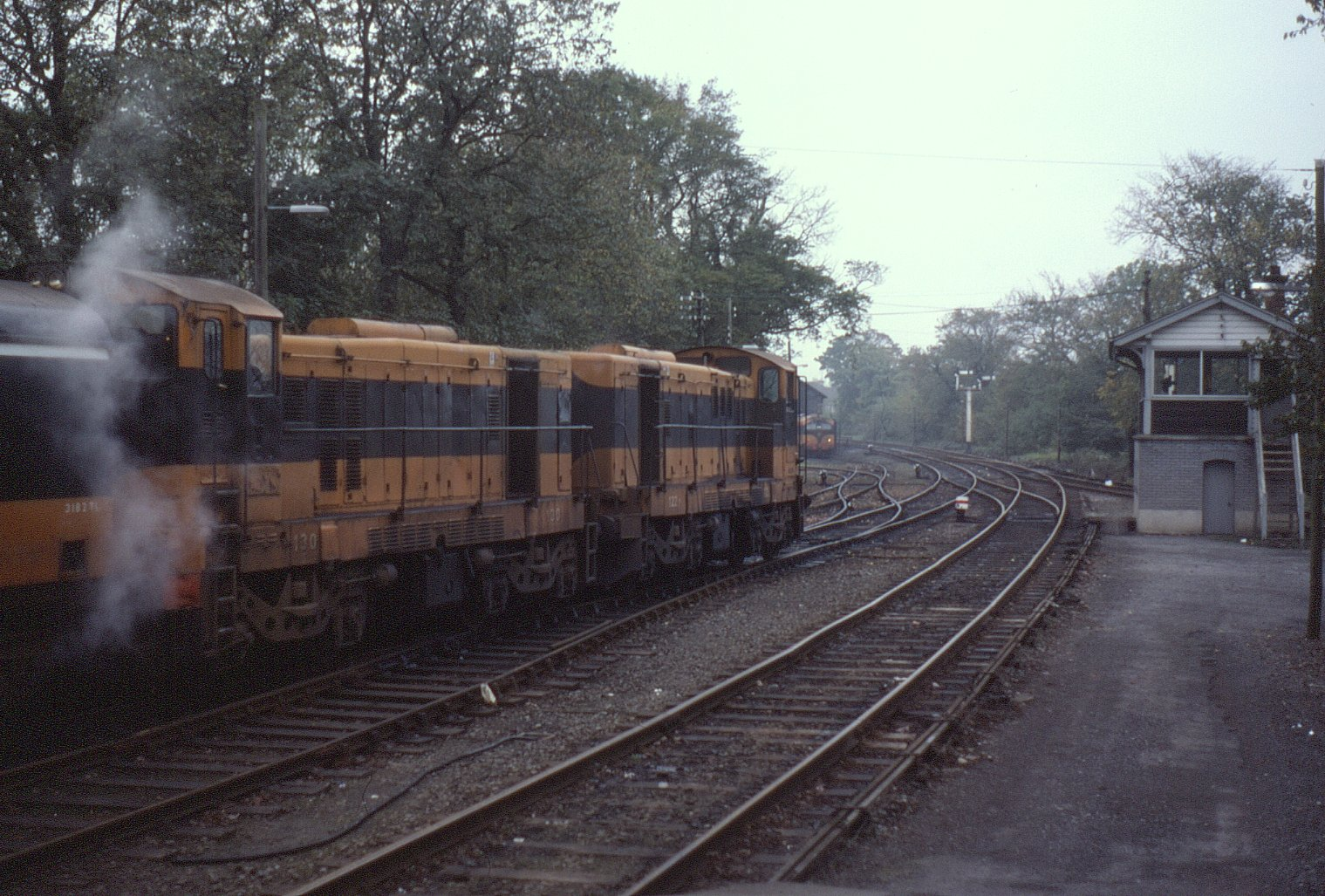
Ausfahrt zweier Diesellokomotiven der 121 Class vor einem Reisezug nach Dublin – hinten links eine Lok der 001 Class vor dem kleinen Bahnbetriebswerk, rechts hinter dem Stellwerk das Zweiggleis zum Hafen (1985)

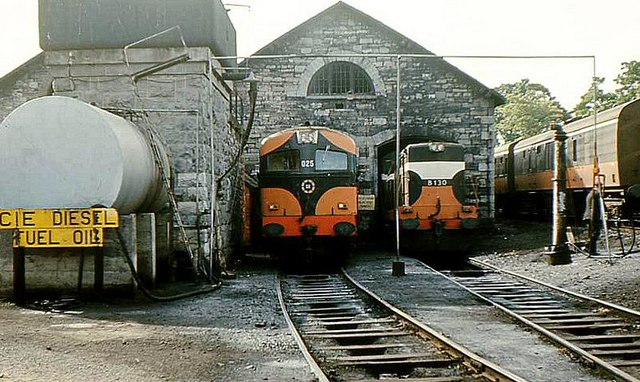
Bahnbetriebswerk – vor dem Lokschuppen Maschinen der 001 Class und der 121 Class (1975)

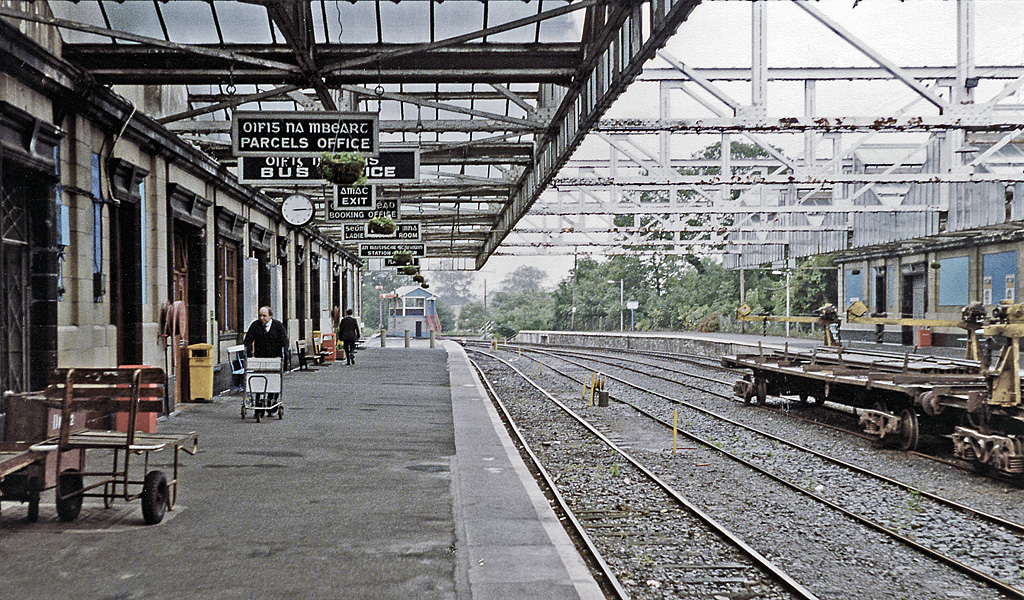
Bahnsteige, zwei mittige Abstellgleise und Stellwerk (1993)

Am 3. Dezember 1862 wurde der Bahnhof eröffnet, als mit der Midland Great Western Railway (MGWR) von Longford her die Eisenbahn Sligo erreichte. Architekt des Bahnhofs war John Skipton Mulvany. Fortan war die Stadt auf der Schiene mit dem Bahnhof Broadstone in Dublin verbunden. Jener wurde 1937 geschlossen; danach verkehrten die Züge aus Sligo zum Dubliner Bahnhof Westland Row (heute: Pearse Station), da die Hubbrücke über den Royal Canal zur näher gelegenen Amiens Street Station (seit 1966: Connolly Station) für die schweren Mogul-Dampflokomotiven nicht befahrbar war. 1925 ging die MGWR in der Great Southern Railways Company (GSR) auf, jene wiederum am 1. Januar 1945 in der Staatsbahn Córas Iompair Éireann (CIÉ). Heute ist Dublin Connolly südöstlicher Endpunkt der Strecke.
1882 kam eine Verbindung der Sligo, Leitrim and Northern Counties Railway (SLNCR bzw. SL&NC) nach Enniskillen hinzu, deren Gleis an der Carrignagat Junction südlich von Ballysadare von der Strecke der MGWR abzweigte. Die Strecke nach Enniskillen, wo Anschluss an die Great Northern Railway (GNR) bestand, wurde in den folgenden 75 Jahren meist von drei täglichen Zugpaaren, gegebenenfalls in Form von gemischten Zügen, befahren. Sie durchquerte einen der ärmsten und am spärlichsten besiedelten Teil der Insel, wichtigste Einnahmequelle war der Transport von Vieh in Richtung Ostküste.
Im Jahr 1895 ging eine Strecke der Waterford & Limerick Railway von Collooney Junction über Athenry nach Limerick in Betrieb, deren Züge ebenfalls in Sligo begannen und endeten. Zudem gab es für Güterzüge bei Collooney eine direkte Verbindung zur SL&NC, die 1956 stillgelegt wurde. 1901 wurde diese Bahn von der Great Southern and Western Railway (GS&WR) übernommen. Der Personenverkehr in Richtung Limerick wurde 1963 eingestellt, als Abschnitt des Western Railway Corridor blieb diese Trasse jedoch auch nach dem Ende des Güterverkehrs im Jahr 1975 erhalten.
Im Irischen Bürgerkrieg wurde der Bahnhof Sligo am 11. Januar 1923 von Republikanern in Brand gesteckt und zerstört. Das Dach der Bahnhofshalle sowie sieben Lokomotiven und vierzig Wagen fielen dem Anschlag zum Opfer.
Mit der Teilung der Insel in Süd- und Nordirland wurde die Strecke der SL&NC zu einer internationalen Bahnstrecke. Ein Abkommen mit dem Irischen Freistaat aus den 1920er Jahren ermöglichte die Beförderung britischer Waren in versiegelten Behältern zwischen Nordirland und dem Hafen von Sligo. Die SL&NC erwies sich indes als wenig rentabel, und ab 1935 musste das Unternehmen von der Nordirischen Regierung finanziell unterstützt werden. Nur während des Zweiten Weltkriegs erzielte sie spärliche Gewinne; damals verkehrten zwischen Sligo und Dublin nur an zwei Wochentagen Züge der GSR, weshalb sich der Umweg über Enniskillen anbot. Ab 1952 war sie auf Subventionen durch die irische Regierung angewiesen, während die nordirische ihre Unterstützung Ende 1955 einstellte. Das Ende der Bedienung Enniskillens durch die GNR, und damit der Möglichkeit von Viehtransporten von Sligo zur Ostküste, läutete auch das Ende der SL&NC ein. Am Abend des 30. September 1957 kam der letzte Zug aus Enniskillen in Sligo an. Die SL&NC war zu dem Zeitpunkt das letzte unabhängige Eisenbahnunternehmen der Britischen Inseln, das „normalspurigen“ Verkehr betrieb. Zu verdanken war dies dem Umstand, dass es sich um eine grenzüberschreitende Bahn handelte, an deren Übernahme die GNR nie wirkliches Interesse zeigte.

## Fahrzeuge

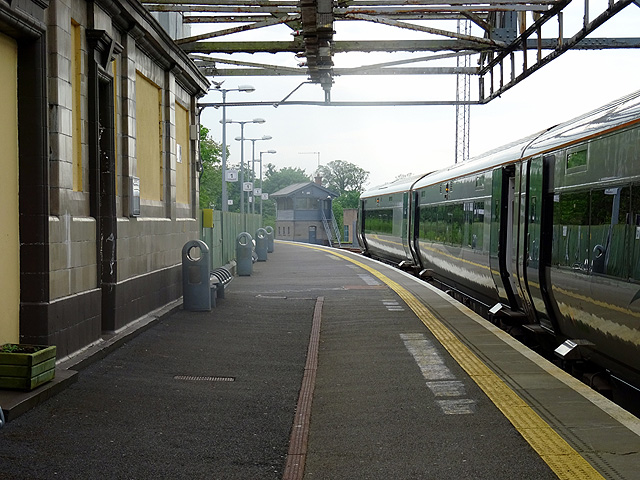
Dieseltriebzug der 22000 Class in Sligo

Zwischen 1925 und 1929 kamen zwanzig Maschinen der 372 Class und 1930 sechs der 393 Class auf die Gleise der GSR, die Schlepptenderlokomotiven der Achsfolge 1’C („Mogul“) waren. Nach dem Ende der Dampflokzeit verkehrten auf der Strecke nach Dublin Diesellokomotiven der Baureihen 001, 071, 121, 141 und 201. Dieseltriebzüge der 2600 Class kamen bis 1969/70 gelegentlich nach Sligo, zwischen 2005 und 2007 ersetzten solche der 29000 Class die lokbespannten Züge. Aktuell werden in der Relation Dublin–Sligo Triebzüge der 22000 Class eingesetzt, von denen montags bis freitags acht, samstags sieben und sonntags sechs tägliche Zugpaare verkehren.
Die SL&NC setzte weitgehend Tenderlokomotiven von Beyer-Peacock mit der Achsfolge C2’ ein, von denen die ersten fünf im Zeitraum 1882 bis 1899 ausgeliefert wurden. Drei weitere wurden zwischen 1904 und 1917 erworben. Im Jahr 1932 mietete die SL&NC zur Kostenminderung von der GNR einen Dieseltriebwagen an und setzte ihn statt eines Dampfzugs zwischen Sligo und Enniskillen ein. Im Juni 1935 erwarb sie einen gebrauchten Omnibus mit Benzinmotor, den sie zum Schienenbus umbaute. 1938 erhielt das als Railcar A bezeichnete Fahrzeug einen Dieselmotor, im Jahr darauf wurde es bei einem Unfall zerstört. Railcar 2A, ebenfalls aus einem gebrauchten Omnibus entstanden, kam ab April 1938 zum Einsatz. Beide mussten in den Endbahnhöfen gedreht werden und konnten leichte, zweiachsige Gepäckwagen ziehen. Mit dem 1947 ausgelieferten Railcar B gelangte ein Dieseltriebwagen in Zweirichtungs-Ausführung zum Einsatz, der 1957 an die staatliche CIÉ verkauft wurde. Ebenfalls 1947 bestellte die SL&NC zwei neue Lokomotiven, die die letzten an eine irische Bahn ausgelieferten Dampflokomotiven wurden.